# Cyananthus fasciculatus
Cyananthus fasciculatus là loài thực vật có hoa trong họ Hoa chuông. Loài này được C.Marquand mô tả khoa học đầu tiên năm 1924.